# Parque nacional Tiveden

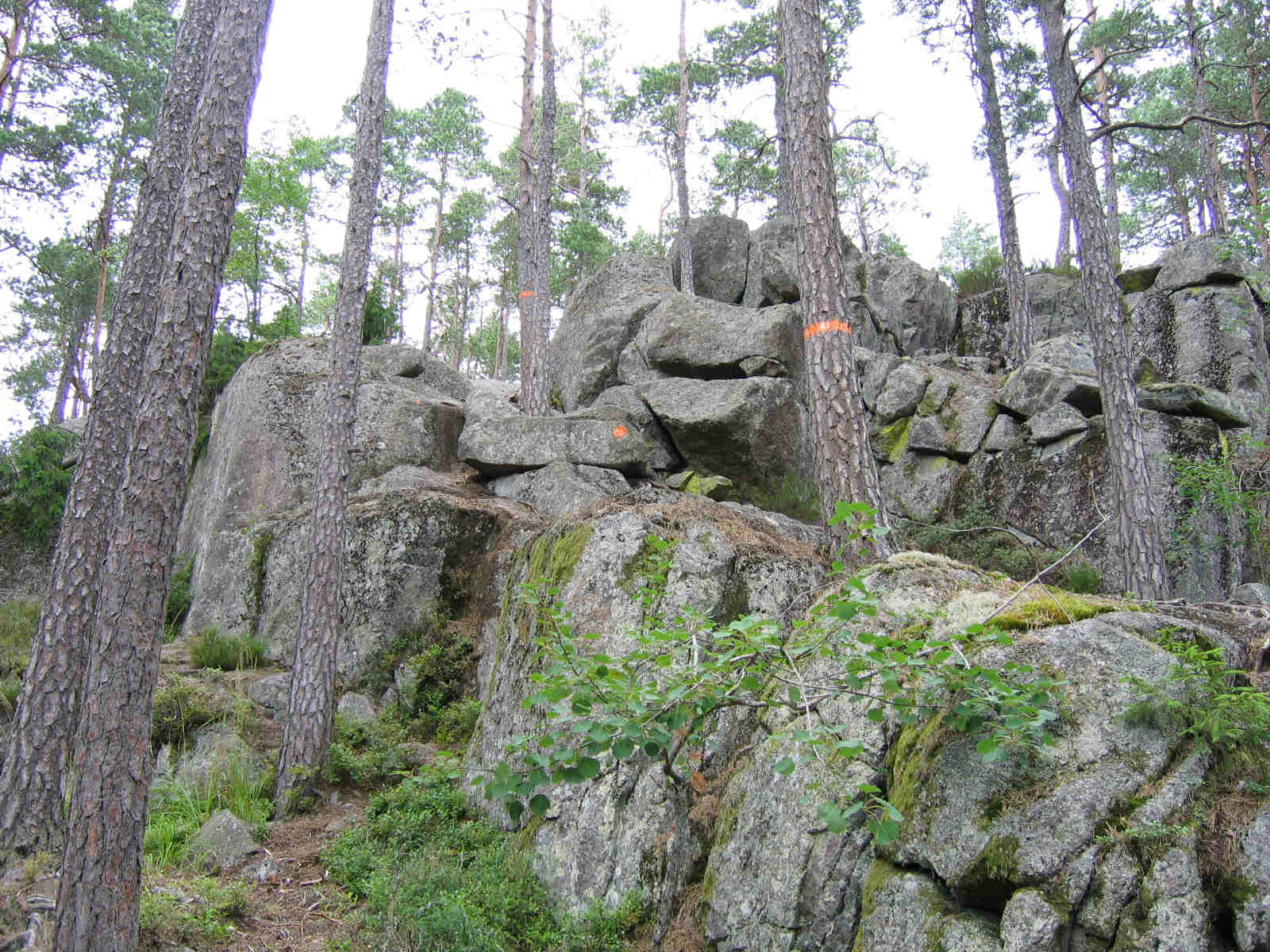
Bosque en Tiveden.

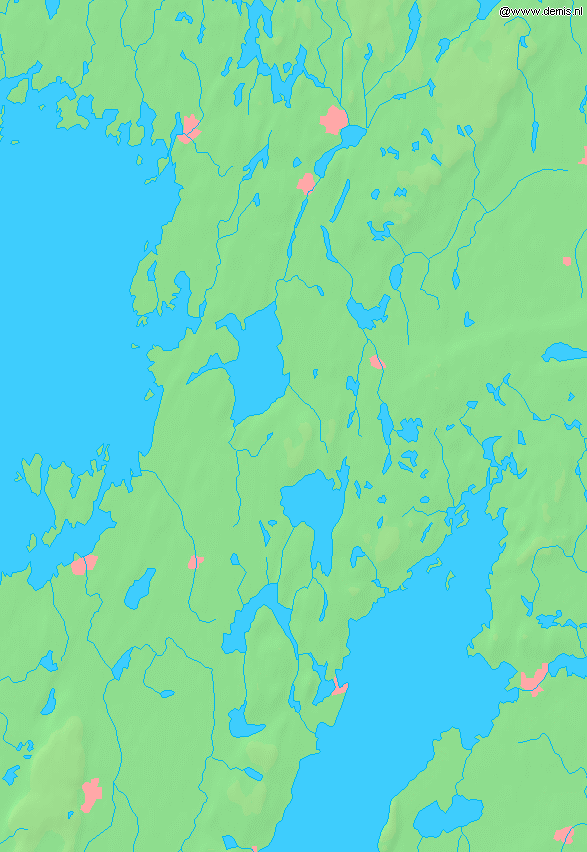
Detalles de la ubicación de Tiveden entre los lagos Vänern and Vättern

El parque nacional Tiveden es un parque nacional situado en el bosque Tiveden en los municipios de Laxå (provincia de Örebro) y Karlsborg (provincia de Gotia Occidental), en la histórica provincia de Vestrogotia en Suecia. Es administrado por la Agencia Sueca de Protección Ambiental y el condado de Örebro, aunque parte de su área está ubicada en la provincia de Gotia Occidental. Se compone de bosque salvaje sobre terreno accidentado. 
El parque nacional se estableció en 1983 y el tamaño fue inicialmente de 1,350 hectáreas. Después de una extensión en 2017, ahora cubre 2,030 hectáreas.
Tiveden es un bosque sueco, famoso por sus paisajes y por su naturaleza y su historia de peligros; históricamente era un lugar de escondite de forajidos.

## Historia

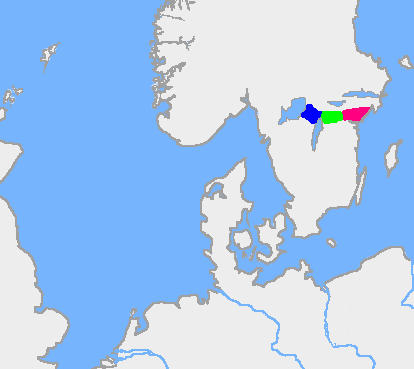
La frontera del bosque entre sueones y gautas. Azul=Tiveden; verde=Tylöskog; rojo=Kolmården.

El nombre es muy antiguo y existe cierta controversia sobre su origen. Ved es afín al vocablo inglés Wood (madera) y la primera parte de su nombre,Ti-, o bien significa "Dios" o hace referencia al Dios Tyr. Tiveden separa a Nericia de Vestrogotia, y fue una frontera entre los gautas y los sueones.
El parque nacional nunca ha sido habitado, pero hay varios restos antiguos de actividades humanas como las zonas de culto y lugares de sacrificios.

## Geografía
El bosque es famoso por sus pequeños lagos con nenúfares rojos. Cuando fueron descubiertos proporcionaron las variedades europeas de nenúfares rojos que se cultivan en la actualidad. Un relato del folclore explica de la siguiente manera el origen de los nenúfares: 
A orillas del lago de Fagertärn, vivía un pobre pescador que tenía una hermosa hija. El pequeño lago daba pequeños peces y el pescador tenía dificultades para proveer a su familia. Un día, mientras el pescador estaba pescando en su banquillo de roble, conoció a Nix, que ofreció grandes capturas de peces con la condición que el pescador le diera su hermosa hija cuando cumpliera dieciocho años de edad. El desesperado pescador estuvo de acuerdo y le prometió a Nix su hija. El día que la chica cumplió dieciocho años, ella fue a la orilla para conocer a Nix. Nix la invitó amablemente a salir a pasear por su morada, pero la chica tomó un cuchillo y dijo que él nunca la tendría viva, entonces metió el cuchillo en su corazón y cayó al lago, muerta. Luego, la sangre coloreó los nenúfares en rojo, y desde ese día los nenúfares de algunos lagos de los bosques son rojos (Karlsson 1970:86).

## Naturaleza
La roca expuesta y la fina cubierta del suelo crean condiciones muy pobres para el desarrollo de plantas y animales.
En las laderas, solo el pino puede sobrevivir, y crece lentamente. El suelo a veces está cubierto solo por liquen de los renos. Donde hay poco suelo para crecer, la baya logra sobrevivir. Si la cobertura del suelo se vuelve más gruesa, el abeto puede crecer, pero los árboles de hoja caduca son escasos. Las especies más nutritivas, como la hepática y el avellano, solo se encuentran en lugares especiales. El parque nacional es la única área de extensión significativa con bosques antiguos que permanecen en Tiveden.